# Eupododexia diaphana
Eupododexia diaphana är en tvåvingeart som beskrevs av Villeneuve 1915. Eupododexia diaphana ingår i släktet Eupododexia och familjen parasitflugor.
Artens utbredningsområde är Madagaskar. Inga underarter finns listade i Catalogue of Life.